# Юма (Аризона)
Юма (англ. Yuma) — город на крайнем юго-западе штата Аризона, США. Административный центр округа Юма.

## География
Город Юма расположен на юго-западе Аризоны, на границе со штатом Калифорния (на западе) и с Мексикой (на юге), к западу от места впадения реки Хила в реку Колорадо. Расстояние от Юмы до Калифорнийского залива составляет около 60 миль. Площадь города — 276,4 км², из которых около 0,26 км² (0,07 %) составляют внутренние воды.

### Климат
Климат Юмы характеризуется как пустынный (по классификации типов климата Кёппена BWh), с очень жарким летом и тёплой зимой. Юма является одним из самых жарких городов США: 175 дней в году дневной максимум здесь составляет +32°С и выше. По Книге рекордов Гиннесса, Юма является самым солнечным местом на Земле. Из возможных 4456 часов солнечного сияния в год, солнце светит в Юме примерно 4050 часов, или около 93 % времени. Практически идеальная погода для полётов объясняет заинтересованность военных в обучении здесь своих пилотов. Среднее количество осадков в Юме составляет около 82 мм в год.
28 июля 1995 температура в городе достигла рекордных +51°С. Самая низкая зарегистрированная температура была отмечена в январе 2007 года. Тогда температура упала до −11 °С в течение примерно 2 часов, что отрицательно сказалось на многих сельскохозяйственных культурах, выращиваемых в районе Юмы. 
| Показатель                    | Янв. | Фев. | Март | Апр. | Май  | Июнь | Июль | Авг. | Сен. | Окт. | Нояб. | Дек. | Год  |
| ----------------------------- | ---- | ---- | ---- | ---- | ---- | ---- | ---- | ---- | ---- | ---- | ----- | ---- | ---- |
| Абсолютный максимум, °C       | 31,1 | 36,1 | 38,9 | 41,7 | 48,9 | 50,0 | 51,1 | 48,9 | 50,6 | 44,4 | 36,7  | 34,4 | 51,1 |
| Средний суточный максимум, °C | 21,2 | 23,4 | 27,0 | 30,8 | 35,6 | 40,2 | 42,1 | 41,6 | 38,9 | 32,8 | 25,6  | 20,3 | 31,6 |
| Средняя температура, °C       | 14,8 | 16,5 | 19,6 | 22,9 | 27,4 | 31,9 | 34,8 | 34,7 | 31,7 | 25,4 | 18,7  | 14,2 | 24,4 |
| Средний суточный минимум, °C  | 8,4  | 9,6  | 12,1 | 15,1 | 19,3 | 23,6 | 27,7 | 27,7 | 24,4 | 18,1 | 11,8  | 8,1  | 17,2 |
| Абсолютный минимум, °C        | −5,6 | −3,9 | −0,6 | 3,3  | 3,9  | 10,0 | 16,1 | 14,4 | 10,0 | 1,7  | −1,7  | −5,6 | −5,6 |
| Норма осадков, мм             | 8    | 11   | 8    | 3    | 1    | 0,3  | 7    | 12   | 9    | 6    | 4     | 13   | 82   |
| Источник: Погода и климат     |      |      |      |      |      |      |      |      |      |      |       |      |      |

## Население
По данным переписи 2010 года население Юмы составляет 94 064 человека. Расовый состав: белые американцы (68,8 %); афроамериканцы (3,2 %); азиаты (1,9 %); коренные американцы (1,8 %); народы островов Тихого океана (0,2 %) и представители двух и более рас (4,5 %). Доля населения латиноамериканского происхождения — 54,8 %.
Динамика численности населения города по годам:
| 1940 | 1950 | 1960   | 1970   | 1980   | 1990   | 2000   | 2010   |
| ---- | ---- | ------ | ------ | ------ | ------ | ------ | ------ |
| 5325 | 9145 | 23 974 | 29 007 | 42 481 | 56 966 | 77 515 | 93 064 |

## Города-побратимы
- Франкфурт-на-Одере, Бранденбург, Германия (1997)[4]
- Слубице, Любуское воеводство, Польша (2000)[4]
- Сан-Луис-Рио-Колорадо, Сонора, Мексика[4]
- Мехикали, Нижняя Калифорния, Мексика[4]